# Stark Raving Dad
"Stark Raving Dad" je prva epizoda iz treće sezone serije Simpsoni.
Epizoda je emitirana 19. rujna 1991. godine u Sjedinjenim Državama na televizijskoj mreži FOX. Al Jean i Mike Reiss napisali su scenarij, dok je režiser bio Rich Moore. To je bila posljednja epizoda snimljena u prethodnoj sezone, te emitirana kao prva epizoda tijekom treće sezone. Michael Jackson je kao gost u epizodi posudio svoj glas Leonu Kompowskyom, dok je za pjevanje bio zadužen Kipp Lennon. Originalno je bilo planirano da se Kompowsky pojavi i u drugoj epizodi, a da mu glas posudi Prince, ali epizoda nikada nije bila snimljena.  

## Radnja
Barta probudi Lisa i podsjeća ga da joj je rođendan, te da ga on svake godine zanemari ili zaboravi. Bart obećava da će joj ove godine dati bolji poklon nego ikad. U međuvremenu, Bart baca crveno-bijelu kapu u stroj za pranje rublja, a Homer je prisiljen obući roza košulju na posao. Međutim, tamo su svi osim njega bili u bijeloj košulji. Kao rezultat toga, Charles Montgomery Burns, sumnja da je Homer mentalno bolestan i da se treba liječiti. Homer je poslan u psihijatrijsku bolnicu, gdje dobiva sobu u kojoj je još jedan pacijent. Homer se upoznaje s velikim bijelim čovjekom koji tvrdi da je Michael Jackson. Homer mu povjeruje.
Marge dolazi u posjet Homeru i uvjerava liječnike da je problem stvorio Bart. Oni su prvo bili iznenađeni da problem leži u Bartu, ali su ga na kraju otpustili iz bolnice. Homer dobiva pismeni dokaz, gotovo kao diplomu, da je zdrav, a "Michael" otkriva da je u bolnici dobrovoljno. Homer poziva Barta i govori mu da će Michael Jackson kod njih boraviti nekoliko dana. Bart je vijest prenio čitavom gradu, te cijeli Springfield izlazi na ulice i prozore kako bi vidio Michaela Jacksona. Međutim, čitavi grad biva razočaran kada shvate da se ne radi o Michaelu Jacksonu.
Lisa je također uznemirena kada shvati da je Bart opet zanemario njezin rođendan. Bart primijetivši da je Lisa jako ljuta, zamoli "Michaela" da mu pomogne. Zajedno su napisali skladbu koju su izveli posebno za Lisin rođendan pod nazivom "Happy Birthday Lisa (Sretan rođendan Lisa)". Lisa je oduševljen i zagrli svoga brata, govoreći mu da joj je ovo najbolji poklon koji je ikad dobila do sada. Odjednom, "Michael" otkriva da je Leon Kompowsky, zidar iz Patersona, New Jersey. On objašnjava kako je čitavi život bio nesretan i kako je lažnim predstavljanjem da je Michael Jackson probao postići da ga ljudi poštuju. Svi su mu oprostili, a on se ubrzo oprostio od Simpsonovih, te krenuo svojoj kuću pjevajući Lisinu rođendansku pjesmu.

## Vanjske poveznice
- "Stark Raving Dad" - na The Simpsons.com
- Stark Raving Dad u internetskoj bazi filmova IMDb-a
- "Stark Raving Dad" Arhivirana inačica izvorne stranice od 17. studenoga 2011. (Wayback Machine) na TV.com